# Meteor XL5
Meteor XL5 (în engleză Fireball XL5) este o serie animată de science-fiction pentru copii care prezintă misiunile navei spațiale Meteor XL5 comandate de colonelul Steve Zodiac din Patrula Spațială Mondială. Seria a fost produsă în 1962 de către soții Gerry și Sylvia Anderson prin intermediul companiei lor APF, în asociere cu compania britanică de televiziune Associated Television (ATV) pentru ITC Entertainment. În timp ce realizau această serie soții Anderson au remarcat numele unei mărci de ulei de motor, Castrol-XL, și au găsit că numele suna interesant. O schimbare fonetică a permis crearea titlului Fireball XL, cifra 5 fiind adăugată titlului deoarece acesta părea un pic plat fără numeral.
Seria a fost realizată cu tehnica numită supermarionete creată de soții Anderson, o formă de animație cu păpuși folosită pentru prima dată la filmele Four Feather Falls (1960) și Supercar (1961) și folosită în producțiile lor ulterioare, cum ar fi Stingray și Captain Scarlet. Pentru această serie au fost realizate treizeci și nouă de episoade în alb-negru de o jumătate de oră pe film de 35 mm, spre deosebire de toate seriile ulteriore realizate de Anderson care au fost produse în culori.
Seria a fost difuzată de NBC (National Broadcasting Company) în Statele Unite ; în România a fost difuzată la sfârșitul anilor ’60 în cadrul programelor pentru copii de duminica dimineața.

## Acțiunea
Acțiunea seriei este situată în anii 2062 (un secol mai târziu față de perioada în care a fost difuzată pentru prima dată) și prezintă misiunile navei spațiale Meteor XL5 (în engleză Fireball XL5) comandată de colonelul Steve Zodiac, membru al Patrulei Spațiale Mondiale. Din echipajul navei mai fac parte doctorița Venus, o femeie fermecătoare, specializată în medicină spațială, profesorul Matthew Matic, navigator și inginer, și co-pilotul Robert, un robot antropomorf transparent. Robert a fost singurul personaj din seriile create de Anderson a cărui voce a fost realizată de către Anderson însuși, deși cu ajutorul unui laringe artificial.
Baza Patrulei Spațiale Mondiale, dirijată de comandantul Zero, este situată la Space City, situat pe o insulă fără nume în Pacificul de Sud. Comandantul Zero este asistat de locotenentul Ninety. Turnul de control al bazei de la Space City, în formă de T cu 25 de etaje, se rotește, într-unul din episoade un personaj crescându-i, în mod accidental, viteza de rotație ceea ce îi face pe cei din interior să sufere de vertij.
Meteor XL5 patrulează în Sectorul 25 al al spațiului interstelar (deși numai trei sectoare par a fi marcate pe harta spațiului interstelar din camera de control din Space City). Durata misiunilor de patrulare este de trei luni, dar nava rămâne de gardă atunci când este la bază.

## Nava spațialăMeteor XL5
Nava spațială Meteor XL5 decolează folosind o rampă de lansare de o milă lungime, rampă care termină cu o rampă stelară, un segment cu o înclinație de 40 de grade, care a fost inspirată, susținea Anderson, de un design vechi sovietic, concept utilizat, de asemenea, în filmul When Worlds Collide.
Patrula Spațială Mondială cuprinde o flotă de cel puțin 30 nave de tip Fireball XL, între care XL5 este cea mai faimosă. Nava este alcătuită din două secțiuni detașabile. Botul dotat cu aripi, cunoscut sub numele de Fireball Junior și care conține cabina de pilotaj, se separă de corpul principal pentru a ateriza pe alte planete. Restul navei conținea sala de navigație, laboratorul, careul, atelierele și cartierele echipajului, în plus de rezervoarele de combustibil și motoarele nutomice principalele ale rachetei pentru călătoriile interstelare.
După ce ajunge în vecinătatea unei planete străine nava rămâne, în general, pe o orbită staționară. La întoarcerea la Space City nava Meteor XL5 aterizează orizontal, fără separarea celor două module, folosind aripile și retro-rachetele.